# Sarina Wiegman
Sarina Petronella Wiegman, även Wiegman-Glotzbach, född den 26 oktober 1969 i Haag, är en nederländsk fotbollstränare, förbundskapten och tidigare fotbollsspelare.

## Karriär
Sarina Wiegman spelade collegefotboll för North Carolina Tar Heels och ingick i det lag som blev NCAA mästare år 1989. Hon inledde sin seniorkarriär i Ter Leede år 1994. Hon var klubben trogen till 2003 då hon avslutade karriären efter att ha blivit gravid en andra gång. Med Ter Leede blev hon nederländsk mästare två gånger (2001 och 2003).
Hennes tränarkarriär inleddes 2006 i Teer Leede. 2007 tog hon över tränarjobbet i ADO Den Haag där hon blev nederländsk mästare två gånger. 2015 blev hon förbundskapten för det nederländska damlandslaget, en tjänst hon hade till 2021. Hon var ledare för det nederländska landslaget som vann EM-guld 2017 och VM-silver 2019. 2021 tog hon över som förbundskapten för det engelska damlandslaget. Hon förde laget till EM-guld vid hemmamästerskapet år 2022 och till VM-silver år 2023 och EM-guld 2025. Hon har kontrakt med det engelska landslaget till 2027.